# Nagykamarás
Nagykamarás este un sat în districtul Mezőkovácsháza, județul Békés, Ungaria, având o populație de 1.492 de locuitori (2011). 

## Demografie
Componența etnică a satului Nagykamarás
     Maghiari (92,81%)
     Romi (4,44%)
     Români (1,7%)
     Alții (1,05%)
Componența confesională a satului Nagykamarás
     Romano-catolici (44,17%)
     Fără religie (17,29%)
     Reformați (3,75%)
     Necunoscută (33,78%)
     Alte religii (1,41%)
Conform recensământului din 2011, satul Nagykamarás avea 1.492 de locuitori. Din punct de vedere etnic, majoritatea locuitorilor (92,81%) erau maghiari, existând și minorități de romi (4,44%) și români (1,7%). Nu există o religie majoritară, locuitorii fiind romano-catolici (44,17%), persoane fără religie (17,29%) și reformați (3,75%). Pentru 33,78% din locuitori nu este cunoscută apartenența confesională.